# Панорама (Драма)
Панорама (грч. Πανόραμα) је насељено место у општини Драма у периферији Источна Македонија и Тракија, Грчка. Према попису из 2021. године било је 426 становника.
Насеље је основано осамдесетих година 20. века и на попису из 1991. године је имало 56 становника.